# Млинище (Житомирський район)
Млини́ще  — село в Україні, у Житомирському районі Житомирської області. Населення становить 558 осіб.

## Історія
Поруч з селом знаходяться поселення III—V та XII-ХІІІ ст.ст.
У 1906 році — Млинища, село Левківської волості Житомирського повіту Волинської губернії. Відстань від повітового міста 12 верст, від волості 8. Дворів 146, мешканців 917.
Село постраждало внаслідок геноциду українського народу, проведеного урядом СССР 1932—1933.
16 листопада 1942 року очільник генерального округу "Житомир" Ернст Ляйзер видав наказ про створення адміністративного округу "Геґевальд" ("Заповідний ліс") — адміністративно-територіальної одиниці Генеральної округи Житомир Райхскомісаріату Україна, куди увійшло село. У складі округу село перебувало до приходу Червоної армії у лютому 1944 року.
У 1923—54 роках — адміністративний центр Млинищенської сільської ради.
12 червня 2020 року, відповідно до розпорядження Кабінету Міністрів України № 711-р «Про визначення адміністративних центрів та затвердження територій територіальних громад Житомирської області» увійшло до складу Станишівської сільської територіальної громади.
19 липня 2020 року, в результаті адміністративно-територіальної реформи та ліквідації Житомирського району (1939—2020), село увійшло до складу новоутвореного Житомирського району.

## Населення

### Мова
Розподіл населення за рідною мовою за даними перепису 2001 року:
| Мова       | Кількість | Відсоток |
| ---------- | --------- | -------- |
| українська | 532       | 95.34%   |
| російська  | 22        | 3.94%    |
| вірменська | 4         | 0.72%    |
| Усього     | 558       | 100%     |